# Neuriet
Een neuriet is een uitloper van het perikaryon van een zenuwcel (neuron). Dit kan een axon of dendriet zijn. De term neuriet wordt vooral gebruikt voor nog niet volgroeide neuronen – vooral in verband met celkweken – waar het vanwege de nog niet voltooide celdifferentiatie moeilijk is axonen van dendrieten te onderscheiden.
Neurieten bevatten vaak bundels van microtubuli waarvan de groei door de zenuwgroeifactor wordt gestimuleerd, en de tau-eiwitten MAP1 en MAP2.
Het neuraal celadhesie-molecuul N-CAM in combinatie met een ander N-CAM molecuul en een fibroblast-groeifactorreceptor stimuleert de tyrosine kinase-activiteit van deze receptor. Dit stimuleert op zijn beurt de groei van neurieten.